# 聖尼古拉斯修道院 (雅法)

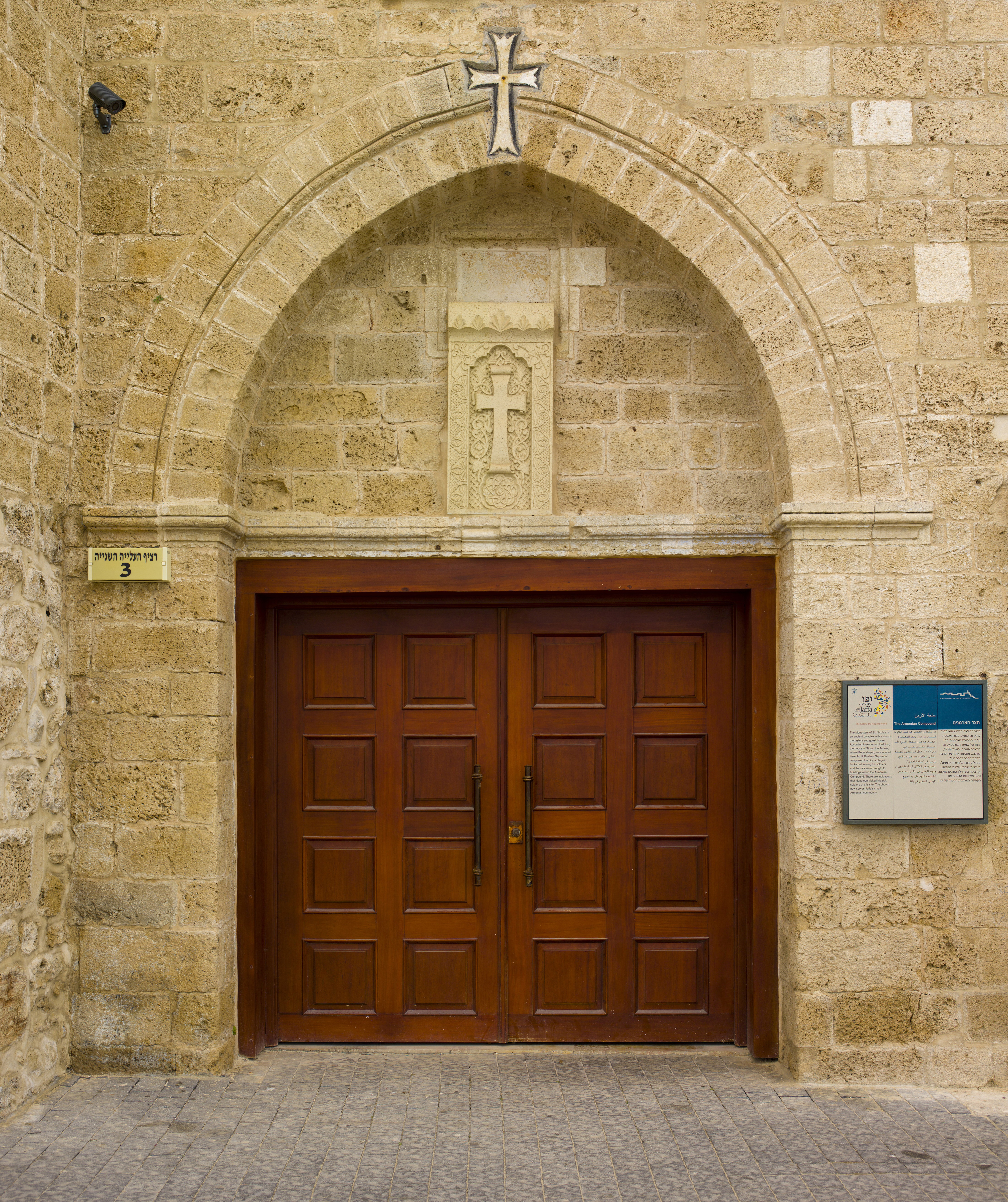
聖尼古拉斯修道院

聖尼古拉斯修道院（希伯來語：‎）是位於以色列城市雅法的一座亞美尼亞人修道院，修建於公元1000年之前。這座修道院得名於水手的守護聖人聖尼古拉斯，為朝聖者和海員提供庇護。18世紀時，修道院進行了擴建和加固。